# TDMA
TDMA (англ. Time Division Multiple Access — множественный доступ с разделением по времени) — способ использования радиочастот, когда в одном частотном интервале находятся несколько абонентов, разные абоненты используют разные временные слоты (интервалы) для передачи. Является приложением мультиплексирования канала с разделением по времени (TDM — Time Division Multiplexing) к радиосвязи.
Таким образом, TDMA предоставляет каждому пользователю полный доступ к интервалу частоты в течение короткого периода времени (в GSM один частотный интервал делится на 8 временных слотов). TDMA в настоящее время является доминирующей технологией для мобильных сотовых сетей и используется в стандартах GSM, TDMA (ANSI-136), PDC. Также применяется в системах спутниковой связи и в кабельных сетях